# Dia Mundial da Filosofia
O Dia Mundial da Filosofia é um dia internacional proclamado pela UNESCO para ser comemorado toda terceira quinta-feira de novembro. Foi comemorado pela primeira vez em 21 de novembro de 2002.
Ao comemorar o Dia Mundial da Filosofia todos os anos, na terceira quinta-feira de novembro, a UNESCO destaca o valor duradouro da filosofia para o desenvolvimento do pensamento humano, para cada cultura e para cada indivíduo. A UNESCO sempre esteve intimamente ligada à filosofia, não à filosofia especulativa ou normativa, mas ao questionamento crítico que lhe permite dar sentido à vida e à ação no contexto internacional.
Ao instituir o Dia Mundial da Filosofia em 2005, a Conferência Geral da UNESCO destacou a importância dessa disciplina, especialmente para os jovens, ressaltando que “a filosofia é uma disciplina que incentiva o pensamento crítico e independente e consegue trabalhar para uma melhor compreensão do mundo e promover a tolerância e a paz”.
A Conferência Geral da UNESCO estava convencida de que “a institucionalização do Dia da Filosofia na UNESCO como 'Dia Mundial da Filosofia' conquistaria o reconhecimento e daria um forte impulso à filosofia e, em particular, ao ensino da filosofia no mundo”.